# 图利
图利是大希腊的一个城市，位于今意大利南部塔兰托湾，距离锡巴里斯较近，于公元前443年由古希腊雅典人建立。古希腊历史学家希罗多德和演说家吕西亚斯曾前往该地居住。